# Tessa van Schagen
Tessa van Schagen (* 2. Februar 1994 in Leiden) ist eine niederländische Sprinterin.

## Karriere
Bei den Leichtathletik-Juniorenweltmeisterschaften im spanischen Barcelona belegte sie mit der Staffel im Finale den sechsten Rang. 2013 gewann sie zwei Bronzemedaillen bei den Junioreneuropameisterschaften 2013 über 200 Meter und mit der Staffel. 2015 verpasste sie als Vierte über 200 Meter und mit der Staffel eine Medaille bei den U23-Europameisterschaften in Tallinn.
Bei den Europameisterschaften 2016 in ihrer Heimat gewann sie mit der Staffel die Goldmedaille und feierte damit ihren bisher größten Erfolg. Über 200 Meter gelangte sie mit neuer persönlicher Bestleistung ins Finale und belegte dort den siebten Rang.
Bei den Olympischen Spielen 2016 scheiterte sie sowohl über 200 Meter als auch mit der Staffel in der Vorrunde.

## Bestleistungen
- 100 Meter: 11,56 s (+0,1 m/s), am 27. Mai 2017 in Oordegem
- 200 Meter: 22,86 s (+0,4 m/s), am 19. Juni 2016 in Amsterdam
  - Halle: 23,52 s, am 22. Februar 2015 in Apeldoorn